# I'd Rather Be Gone
«I'd Rather Be Gone» —«Prefiero estar ausente»— es una canción del grupo de rock Player, incluida en su cuarto álbum Spies Of Life y publicada por RCA Records en 1982.
Representa un estilo mucho más lento del que acostumbraban a grabar. Fue escrita principalmente por J.C. Crowley (exmiembro de la banda) y Dennis Lambert, quien ocupaba el lugar de productora. La letra de la canción tiene un significado muy doloroso y de sufrimiento, debido al fracaso comercial que el grupo estaba pasando.
Peter fue el vocalista y escritor de casi todos los sencillos de ese álbum, junto con los otros miembros John Friesen, Miles Joseph y Rusty Buchanan.

## Miembros
- Peter Beckett
- John Friesen
- Miles Joseph
- Rusty Buchanan